# Савочко Борис Миколайович
Борис Миколайович Савочко (29 грудня 1928, село Борова, тепер Фастівського району Київської області — 22 березня 1998, місто Кишинів, Молдова) — молдавський радянський державний і комуністичний діяч, секретар ЦК КП Молдавії, заступник голови Ради міністрів Молдавської РСР. Депутат Верховної Ради Молдавської РСР 7—11-го скликань. Член ЦК Комуністичної партії Молдавії.

## Життєпис
Народився в родині службовця 29 грудня 1928 року (за іншими даними 1 січня 1929 року). У 1950 році закінчив Львівський політехнічний інститут.
У 1950—1956 роках працював на підприємствах військово-промислового комплексу в місті Казані (Татарська АРСР) та в Молдавській РСР.
Член КПРС з 1955 року.
У 1956—1960 роках — на науковій роботі в системі Військово-морського флоту СРСР в місті Ленінграді.
У 1960—1962 роках — начальник спеціального конструкторського бюро, в 1962—1965 роках — директор військового заводу імені Леніна (виробничо-технічного об'єднання) в місті Бельци Молдавської РСР.
У 1965 році — 1-й заступник голови Ради народного господарства Молдавської РСР.
У 1965—1973 роках — завідувач промислово-транспортного відділу ЦК КП Молдавії.
У 1973 — 25 листопада 1976 року — 1-й заступник голови Держплану Молдавської РСР.
25 листопада 1976 — 29 грудня 1977 року — заступник голови Ради міністрів Молдавської РСР. Одночасно, 25 листопада 1976 — 29 грудня 1977 року — голова Держплану Молдавської РСР.
16 жовтня 1977 — 31 травня 1985 року — секретар ЦК КП Молдавії.
28 травня 1985 — 7 липня 1986 року — заступник голови Ради міністрів Молдавської РСР. 
7 липня 1986 — 1 лютого 1989 року — голова Державного комітету із матеріально-технічного постачання Молдавської РСР.
З 1989 року — на пенсії в місті Кишиневі.
Помер 22 березня 1998 року в Кишиневі. Похований на Вірменському цвинтарі Кишинева.

## Нагороди
- два ордени Трудового Червоного Прапора
- орден «Знак Пошани»
- медалі